# Lele Pons
Eleonora Pons Maronese (Caracas, Veneçuela; 25 de juny de 1996), més coneguda com a Lele Pons, és una celebritat d'Internet, youtuber, instagrammer, ballarina i actriu veneçolana. L'any 2016 va ser considerada la «veneçolana més influent» per la revista Time.

## Biografia
Pons va néixer a Caracas, Veneçuela, i va anar a viure als Estats Units amb 5 anys, concretament a Miami, Florida. Va culminar els seus estudis a Miami Country Day High School l'any 2015, i es va traslladar a Los Angeles, Califòrnia. El seu pare, Luis Pons, és arquitecte, la seva mare, Anna Maronese, és metgessa. La seva llengua materna és el castellà i també parla anglès i italià. Pons és d'ascendència catalana per part del seu pare i itano-veneçolana de tercera generació per part de la seva mare.

## Carrera
Es va donar a conèixer a través del seu compte de Vine, on gràcies als seus vídeos d'humor tipus sketch, va ser la primera persona en arribar a 1000 milions de reproduccions en la ja desapareguda plataforma. Actualment és la personalitat que acumula el major nombre de visualitzacions anuals dels seus Stories d'Instagram, per damunt de noms com el Kim Kardashian, Ariana Grande o Chiara Ferragni. Lele té més 10 milions de subscriptors en el seu canal de YouTube i més de 25 milions de seguidors a Instagram.

## Filmografia

### Televisió
| Any  | Títol            | Rol                  | Nota                                                    |
| ---- | ---------------- | -------------------- | ------------------------------------------------------- |
| 2018 | La Veu...Mèxic   | Conductora principal | Reality show                                            |
| 2016 | We Love You      | Callie               | Pel·lícula de televisió                                 |
| 2016 | Scream           | Víctima              | Temporada 2, episodi 1: I Know What You Did Last Summer |
| 2016 | Escape the Night | The Hustler          | Temporada 1, rol principal                              |

### Videos musica
| Any  | Títol                 | Artista                 | Rol                 |
| ---- | --------------------- | ----------------------- | ------------------- |
| 2016 | She's Out of Her Mind | Blink 182               | Mark Hoppus         |
| 2017 | Summer                | Marshmello              | Parella d'un skater |
| 2017 | Havana                | Camila Cabello          | Bella               |
| 2017 | Downtown              | Anitta & J Balvin       | Ella mateixa        |
| 2018 | Dicen                 | Lele Pons & Matt Hunter | Ella mateixa        |
| 2018 | Celoso                | Lele Pons               | Ella mateixa        |
| 2018 | TELÉFONO              | Aitana & Lele Pons      | Ella mateixa        |

## Premis i nominacions
| Any  | Premi                 | Categoria | Resultat |
| ---- | --------------------- | --- | -------- |
| 2015 | Shorty Awards         | Vine Star | Nominada |
| 2015 | Teen Choice Awards    | Celebritat d'Internet femenina | Nominada |
| 2015 | Streamy Awards        | Viner | Nominada |
| 2016 | People's Choice Award | Favourite Social Media Star | Nominada |
| 2016 | Premis Joventut       | 6 segons de fama | Nominada |
| 2016 | Teen Choice Awards    | Best Viner | ganadora |
| 2016 | Streamy Awards        | Millor repartiment en conjunt per Escape the Night ((con Joey Graceffa, Shane Dawson, Justine Ezarik, Sierra Furtado, GloZell, Matt Haag, Oli White, Andrea Brooks, Timothy DeLaGhetto y Eva Gutowski), (con Joey Graceffa, Shane Dawson, Justine Ezarik, Sierra Furtado, GloZell, Matt Haag, Oli White, Andrea Brooks, Timothy DeLaGhetto y Eva Gutowski), (con Joey Graceffa, Shane Dawson, Justine Ezarik, Sierra Furtado, GloZell, Matt Haag, Oli White, Andrea Brooks, Timothy DeLaGhetto y Eva Gutowski), Sierra Furtado, GloZell, Matt Haag, Oli White, Andrea Brooks, Timothy DeLaGhetto i Eva Gutowski) | ganadora |
| 2017 | MTV Millenial Awards  | Instagramer Global | Nominada |
| 2018 | MTV Millenial Awards  | Intastories de l'any | Nominada |
| 2018 | MTV Millenial Awards  | Instagramer Global | ganadora |